# Ramal C4 del Ferrocarril Belgrano
El Ramal C4 pertenece al Ferrocarril General Belgrano, Argentina.

## Ubicación
Se ubicaba en las provincia de Santiago del Estero dentro del departamento Moreno.

## Características
Era un ramal secundario de la red de vía estrecha del Ferrocarril General Belgrano, cuya extensión era de 18,2 km entre las cabeceras Puna y Santa Justina. Sus vías se encuentran levantadas.